# Championnats de France d'athlétisme 1986
Navigation
Championnats 1985 Championnats 1987
Les Championnats de France d'athlétisme 1986 ont eu lieu du 8 au 10 août 1986 à Aix-les-Bains.

## Palmarès
| Discipline             | Hommes            | Hommes         | Femmes                 | Femmes        |
| ---------------------- | ----------------- | -------------- | ---------------------- | ------------- |
| 100 m                  | Antoine Richard   | 10 s 09        | Laurence Bily          | 11 s 33       |
| 200 m                  | Bruno Marie-Rose  | 20 s 69        | Marie-Christine Cazier | 22 s 95       |
| 400 m                  | Yann Quentrec     | 45 s 83        | Nathalie Simon         | 52 s 35       |
| 800 m                  | Claude Diomar     | 1 min 46 s 55  | Nathalie Thoumas       | 2 min 03 s 87 |
| 1 500 m                | Pascal Thiébaut   | 3 min 39 s 18  | Nathalie Froget        | 4 min 10 s 81 |
| 3 000 m                | -                 | -              | Françoise Bonnet       | 9 min 10 s 88 |
| 5 000 m                | Paul Arpin        | 13 min 51 s 14 | -                      | -             |
| 100 m haies            | -                 | -              | Laurence Elloy         | 12 s 94       |
| 110 m haies            | Stéphane Caristan | 13 s 46        | -                      | -             |
| 400 m haies            | Philippe Gonigam  | 49 s 82        | Chantal Beaugeant      | 57 s 23       |
| 3 000 m steeple        | Pascal Debacker   | 8 min 29 s 03  | -                      | -             |
| Saut en longueur       | Norbert Brige     | 8,08 m         | Nadine Fourcade        | 6,73 m        |
| Triple saut            | Serge Hélan       | 16,93 m        | -                      | -             |
| Saut en hauteur        | Franck Verzy      | 2,24 m         | Brigitte Rougeron      | 1,84 m        |
| Saut à la perche       | Thierry Vigneron  | 5,70 m         | -                      | -             |
| Lancer du poids        | Luc Viudès        | 18,08 m        | Simone Créantor        | 16,56 m       |
| Lancer du disque       | Frédéric Selle    | 59,76 m        | Isabelle Devaluez      | 54,84 m       |
| Lancer du marteau      | Walter Ciofani    | 74,12 m        | -                      | -             |
| Lancer du javelot      | Charlus Bertimon  | 79,24 m        | Evelyne Giardino       | 54,16 m       |
| Décathlon / Heptathlon | Alain Blondel     | 8 118 pts      | Liliane Ménissier      | 6 165 pts     |